# Alexander Shulgin
Alexander „Sasha” Shulgin (ur. 17 czerwca 1925, zm. 2 czerwca 2014) – amerykański psychofarmakolog i chemik pochodzenia rosyjskiego, wynalazca leków, znany z prowadzenia kampanii na rzecz legalizacji wybranych substancji psychoaktywnych. Członek Stowarzyszenia Mensa. Przez większość życia mieszkał i pracował w Lafayette w Kalifornii. Autor (wspólnie z żoną, Ann Shulgin) dwóch książek: PiHKAL (Phenetylamines I Have Known And Loved: A Chemical Story Of Love) i TiHKAL (Tryptamines I Have Known And Loved: The Continuation), w których opisał osobiste doświadczenia z eksperymentami nad fenyloetyloaminami i tryptaminami, a także metody ich syntezy i ich działanie. Szczególnie dobrze przebadane są pochodne fenyloetyloaminy z grupy 2C, z których najbardziej znane to 2C-B i 2C-I.

## Życiorys
Po uzyskaniu stopnia doktora biochemii na Uniwersytecie Berkeley w 1954 roku, rozpoczął pracę jako kierownik grupy badawczej w BioRad Laboratories i równolegle pracował też dla Dow Chemical Company. Autor ponad 200 publikacji naukowych, 20 patentów i 20 rozdziałów w książkach naukowych. Znany z propagowania medycznego użycia MDMA w środowisku psychologów i psychiatrów w latach 70. i 80. XX wieku, a także z opracowania nowej metody jej syntezy w 1976 roku. Był zwolennikiem podjęcia szeroko zakrojonych badań nad znalezieniem takich substancji, które byłyby bezpieczne dla zdrowia.
Pracował jako doradca amerykańskiej Drug Enforcement Administration (DEA), otrzymawszy od niej licencję na posiadanie nielegalnych substancji psychoaktywnych. Jednak w 1994 roku agencja ta przeprowadziła niezapowiedzianą kontrolę laboratorium Shulgina i odebrała mu licencję na podstawie rzekomych nieprawidłowości w prowadzonej przez niego dokumentacji. Dostał też karę grzywny 25 tysięcy dolarów za posiadanie anonimowych próbek nielegalnych substancji nadesłanych mu do przetestowania.